# Přemysliderne
Přemysliderne (tjekkisk: Přemyslovci eller Dynastie Přemyslovců, polsk: Przemyślidzi eller Dynastia Przemyślidów) var det første tjekkisk konge dynasti, som regerede i Bøhmen (fra det 9. århundrede og frem til 1306) og Polen (1300-1306).
En legende fortæller at dynastiet blev grundlagt af en plovmand Přemysl og hans prinsesse Libuše. Den første kendte medlem af slægten, fyrst Bořivoj regerede i sidste del af 800-tallet.
Přemysliderne var beslægtet med piasterne gennem flere ægteskaber, det første mellem Mieszko I og Dobrawa.